# Vantaanjoki
Vantaanjoki este o arie protejată (arie specială de conservare — SAC, sit de importanță comunitară — SCI) din Finlanda întinsă pe o suprafață de 146 ha, integral pe uscat.

## Localizare
Centrul sitului Vantaanjoki este situat la coordonatele 60°25′02″N 24°51′04″E / 60.4172°N 24.8511°E.

## Înființare
Situl Vantaanjoki a fost declarat sit de importanță comunitară în martie 2012 pentru a proteja 2 specii de animale. Situl a fost protejat și ca arie specială de conservare în aprilie 2015.

## Biodiversitate
Situată în ecoregiunea boreală, aria protejată nu include niciun habitat protejat.
La baza desemnării sitului se află mai multe specii protejate:
- mamifere (1): vidră de râu (Lutra lutra)
- nevertebrate (1): Unio crassus